# Frieda Ekotto
Frieda Ekotto   (Camerun, 3 de maig de 1959) és una novel·lista i crítica literària camerunesa francòfona. Professora a la Universitat de Michigan, és coneguda especialment per les seves novel·les, que posen l'accent sobre el gènere i la sexualitat a l'Àfrica subsahariana, i els seus estudis sobre Jean Genet, en particular per l'anàlisi política de la seva escriptura a la presó. Els seus treballs de recerca i docència s'interessen sobretot per la literatura, el cinema, la raça i el dret en el món francòfon, que abasta França, Àfrica, el Carib i el Magrib.

## Formació i activitat professional
Frieda Ekotto va néixer el 1959 a Yaoundé, al Camerun, i va créixer a Suïssa. Va obtenir la seva llicenciatura al Colorado College el 1986 i el doctorat en literatura comparada a la Universitat de Minnesota el 1994. Va guanyar la prestigiosa beca Chateaubriand per a completar la seva tesi. I també va rebre una beca de la Fundació Ford per a treballs de recerca i col·laboració amb institucions d'ensenyament superior a l'Àfrica. Ekotto va començar a treballar a la Universitat de Michigan com a professora d'Estudis Afroamericans i Africans i Literatura Comparada el 1994.Ha ocupat càrrecs de professorat i de responsable en altres centres, com els Concordia Language Villages de Minnesota, la Universitat de Tecnologia de Sydney, la Universitat de Sichuan, i el Consorci d'Universitats de Wisconsin, Indiana i Michigan a Aix-en-Provence, França.

## Literatura de ficció
L'any 2005 publica la seva primera obra de ficció, Chuchote pas trop (No xiuxiuegeu gaire). La novel·la se centra en una aventura amorosa entre dues dones, Siliki i Ada. La història narra el seu amor i la seva intimitat mitjançant l'escriptura com a mode de comunicació comuna, l'ostracisme de la comunitat i el seu aïllament, que esdevé finalment una aventura salvadora Siliki significa seda en llengua duala, la primera llengua d'Ekotto. En una entrevista, Frieda Ekotto diu que el contingut de la novel·la, la primera representació positiva de l'amor entre dones en un context africà, va dificultar trobar una editorial que la publiqués al continent africà
El 2010 publica Portrait d'une jeune artiste de Bona Mbella.

## Crítica literària
S'ha consagrat en particular a l'estudi dels escrits de Jean Genet, així com al cinema i a la literatura en el món francòfon. En la seva obra L'Écriture carcérale et le discours juridique chez Genet, estudia els models retòrics dels presoners a la literatura francesa com una forma de «literatura menor», una categoria discutida pels filòsofs Gilles Deleuze i Félix Guattari. En aquest llibre analitza l'impacte i la representació, en el mode d'expressió literària, dels procediments jurídics i de l'empresonament
Una altra de les seves obres, What Color is Black? Raça and Sex across the French Atlantic, publicat l'any 2011, estudia la manera com s'han anat construint les nocions de raça, d'esclavatge i de colonialisme, d'orgull i de ràbia afroamericanes en la lluita pels drets cívics, o als moviments de suburbi, a tots dos costats de l'oceà Atlàntic.

## Altres projectes
Després d'anys de vida literària i universitària, se submergí en el silenci de les dones africanes i emprengué un projecte d'arxiu d'imatges i producció cultural de dones de l'Àfrica subsahariana. El primer resultat va ser el documental Vibrancy of silence. A discussion with my sisters (La vibració del silenci. Un debat amb les meves germanes), en què cinc dones cameruneses que viuen o han viscut a Europa parlen sobre l'Àfrica. Hi intervenen la mateixa Ekotto, coautora i productora; la realitzadora Martha Djilo Kamga; Koyo Kouoh; la música Zolan'Gono i l'artista plàstica Marie Sabal-Lecco. La música original va anar a càrrec del grup Futur oublié, integrat per Celine Bureau, dita Eli, i Marie Laure En-dale Ahanda, dita Silex.
Ha treballat també com a col·laboradora en la recerca del documental Growing up Hmong at the Crossroads (2017), de Safoi Babana-Hampton, produït per la Universitat de Michigan.

## Premis i reconeixements
El 2014 va rebre el premi Nicolàs Guillén de l'Associació Filosòfica del Carib i el 2015 va rebre el premi Benezet de l'Alumni Association Board de la Universitat de Colorado. El 2016 va ser guardonada amb el premi John H. D'Arms que distingeix llicenciats en Humanitats de la Universitat de Michigan.

## Obra publicada[13]
- 2018: Nimrod: Selected Work, Universitat de Michigan, Press in African Perspectives
- 2017: Productora del llargmetratge documental Vibrancy of Silence: A Discussion with My Sisters.
- 2015: en col·laboració amb Kenneth Harrow, Rethinking African Cultural Production (Indianàpolis: Indiana University Press)
- 2011: Raça and Sex across the French Atlantic: The Color of Black in Literary, Philosophical, and Theater Discourse (Nova York: Lexington Press).
- 2011: en col·laboració amb Bénédicte Boisseron. Voix du monde: Nouvelles francophones (Bordeus: Premses Universitàries de Bordeus, França).
- 2010, Portrait d'une jeune artiste de Bona Mbella (novel·la), Paris, éditions L'Harmattan
- 2009: en col·laboració amb Adeline Koh.॥॥ Rethinking Third Cinema: The Role of Anti-colonial Media and Aesthetics in Postmodernity. Germany: LIT Berlín
- 2008: en col·laboració amb Aurélie Renaud i Agnès Vannouvong. Toutes les images du langage: Jean Genet, Presses de l'université Paris-Sorbonne/Biblioteca Della Ricerca.
- 2005: Chuchote pas trop (novel·la) Paris, éditions L'Harmattan
- 2001: L'Écriture carcérale et le discours juridique : Jean Genet, Paris, éditions L'Harmattan.
- 1998: en col·laboració amb Martine Delvaux, L'Esprit Créateur, «Écriture carcérale : l'échappée belle», dans Récit et enfermement.